# Добринський район
Добринський район (рос. Добринский район) — муніципальне утворення у Липецькій області.